# 75-ös busz (Budapest, 1985–2007)
A budapesti 75-ös jelzésű autóbusz Újpalota, Szentmihályi út és Cinkota, HÉV-állomás között közlekedett. A vonalat a Budapesti Közlekedési Zrt. üzemeltette.

## Története
75-ös jelzéssel eredetileg 1972. december 23-án indult autóbuszjárat a mai Stadionok és az Öv utca között. 1980-ban ugyanezen az útvonalon elindították a 77-es trolit, így a buszjárat megszűnt.
1985-ben Cinkota, HÉV-állomás és Újpalota, Szentmihályi út között indult újra a 75-ös busz. 1990 februárjában módosult az útvonala, Cinkota felé is a Rákospalotai határúton közlekedik a korábbi György utca–Gusztáv utca helyett. 2005. december 1. és 2006. március 30. között 75A néven betétjárat is közlekedett Cinkota és Újpalota, Szentmihályi út között, az eredeti 75-ös ez idő alatt meghosszabbított útvonalon, az AsiaCenterig járt. 2006. április 1-jétől ismét csak a 75-ös közlekedett a Szentmihályi úti végállomásig, majd 2007. augusztus 21-én a 75-ös viszonylatszáma 175-ösre változott, és a korábbi Ikarus 405-ös midibuszok helyett nagyobb befogadóképességű Ikarus 260-as, illetve Ikarus 415-ös buszokat vezényeltek a vonalra.

## Útvonala
| Cinkota, HÉV-állomás felé                                                                                                   | Újpalota, Szentmihályi út felé                                                                                              |
| --- | --- |
| Újpalota, Szentmihályi út vá. – Szentmihályi út – Rákospalotai határút – Szlovák út – Ostoros út – Cinkota, HÉV-állomás vá. | Cinkota, HÉV-állomás vá. – Ostoros út – Szlovák út – Rákospalotai határút – Szentmihályi út – Újpalota, Szentmihályi út vá. |

| 2005. december 1. és 2006. április 1. között                                                                                     | |
| Cinkota, HÉV-állomás felé | Asia Center felé |
| Asia Center vá. – Áruházi bekötőút – Szentmihályi út – Rákospalotai határút – Szlovák út – Ostoros út – Cinkota, HÉV-állomás vá. | Cinkota, HÉV-állomás vá. – Ostoros út – Szlovák út – Rákospalotai határút – Szentmihályi út – Áruházi bekötőút – Asia Center vá. |

## Megállóhelyei
| 75 (Asia Center – Cinkota, HÉV-állomás)               | 75 (Asia Center – Cinkota, HÉV-állomás)               | 75 (Asia Center – Cinkota, HÉV-állomás)               | 75 (Asia Center – Cinkota, HÉV-állomás)               | 75 (Asia Center – Cinkota, HÉV-állomás)               | 75 (Asia Center – Cinkota, HÉV-állomás)               | 75 (Asia Center – Cinkota, HÉV-állomás)               | 75 (Asia Center – Cinkota, HÉV-állomás)               |
| 75 (Újpalota, Szentmihályi út – Cinkota, HÉV-állomás) | 75 (Újpalota, Szentmihályi út – Cinkota, HÉV-állomás) | 75 (Újpalota, Szentmihályi út – Cinkota, HÉV-állomás) | 75 (Újpalota, Szentmihályi út – Cinkota, HÉV-állomás) | 75 (Újpalota, Szentmihályi út – Cinkota, HÉV-állomás) | 75 (Újpalota, Szentmihályi út – Cinkota, HÉV-állomás) | 75 (Újpalota, Szentmihályi út – Cinkota, HÉV-állomás) | 75 (Újpalota, Szentmihályi út – Cinkota, HÉV-állomás) |
| Perc (↓)                                              | Perc (↓)                                              | Megállóhely                                           | Perc (↑)                                              | Perc (↑)                                              | Átszállási kapcsolatok                                | Átszállási kapcsolatok                                |                                                       |
| 2006                                                  | 2007                                                  | Megállóhely                                           | 2006                                                  | 2007                                                  | a járat rövidülése előtt (2006)                       | a járat megszűnésekor (2007)                          |                                                       |
| ----------------------------------------------------- | ----------------------------------------------------- | ----------------------------------------------------- | ----------------------------------------------------- | ----------------------------------------------------- | ----------------------------------------------------- | ----------------------------------------------------- | ----------------------------------------------------- |
| 0                                                     | ∫                                                     | Asia Center végállomás                                | 17                                                    | ∫                                                     |                                                       | Nem érintette                                         |                                                       |
| ∫                                                     | 0                                                     | Újpalota, Szentmihályi út végállomás                  | ∫                                                     | 14                                                    | Nem érintette                                         | 96, 96, 96A, 130, Palota                              |                                                       |
| 4                                                     | 1                                                     | Szentmihályi út                                       | 14                                                    | ∫                                                     | 96, 96, 130                                           | 96, 96, 96A, 130, Palota                              |                                                       |
| 5                                                     | 2                                                     | Rákospalotai határút (↓) Szentmihályi út (↑)          | 12                                                    | 12                                                    | 130, 131                                              | 130, 131                                              |                                                       |
| 6                                                     | 3                                                     | György utca                                           | ∫                                                     | ∫                                                     | 130                                                   | 130                                                   |                                                       |
| 7                                                     | 4                                                     | Besztercebányai utca                                  | 10                                                    | 10                                                    |                                                       |                                                       |                                                       |
| 8                                                     | 5                                                     | Gusztáv utca                                          | 9                                                     | 9                                                     |                                                       |                                                       |                                                       |
| 9                                                     | 6                                                     | Baross utca                                           | 8                                                     | 8                                                     |                                                       |                                                       |                                                       |
| 10                                                    | 7                                                     | Rákosszentmihály, Szlovák út (↓) Csömöri út (↑)       | 7                                                     | 7                                                     | 31, 44                                                | 31, 44                                                |                                                       |
| 11                                                    | 8                                                     | Péterke utca                                          | 6                                                     | 6                                                     | 31, 44                                                | 31, 44                                                |                                                       |
| 12                                                    | 9                                                     | Aradi utca                                            | 5                                                     | 5                                                     | 31, 44                                                | 31, 44                                                |                                                       |
| 13                                                    | 10                                                    | Állás utca                                            | 4                                                     | 4                                                     | 31                                                    | 31                                                    |                                                       |
| 14                                                    | 11                                                    | Felső malom utca                                      | 3                                                     | 3                                                     |                                                       |                                                       |                                                       |
| 15                                                    | 12                                                    | Alsó malom utca                                       | 2                                                     | 2                                                     |                                                       |                                                       |                                                       |
| 15                                                    | 12                                                    | Ostoros út 40. (↓) Ostoros út 61. (↑)                 | 2                                                     | 2                                                     |                                                       |                                                       |                                                       |
| 16                                                    | 13                                                    | Csókakő utca                                          | 1                                                     | 1                                                     |                                                       |                                                       |                                                       |
| 17                                                    | 14                                                    | Cinkota, HÉV-állomás végállomás                       | 0                                                     | 0                                                     | Gödöllői és csömöri HÉV 92                            | Gödöllői és csömöri HÉV 92                            |                                                       |